# Lukrahnite
La lukrahnite è un minerale.